# Turnišče
Turnišče (in ungherese Bántornya) è un comune di 3 495 abitanti della Slovenia nord-orientale. 

## Località
Il comune di Turnišče è diviso in 4 insediamenti (naselja):
| - Gomilica - Nedelica - Renkovci - Turnišče |